# منگلان
منگلان روستایی از توابع شهرستان طالقان در استان البرز ایران است. تاتی زبان مردم منگلان است.

## جمعیت
این روستا در دهستان بالاطالقان قرار دارد و براساس سرشماری مرکز آمار ایران در سال ۱۳۸۵، جمعیت آن ۲۷۹ نفر (۸۱خانوار) بوده‌است.